# لوکژور (پنسیلوانیا)
لوکژور (به انگلیسی: Luxor) یک منطقهٔ مسکونی در ایالات متحده آمریکا است که در شهرستان وستمورلند، پنسیلوانیا واقع شده‌است. لوکژور ۳۳۱٫۹۳ متر بالاتر از سطح دریا واقع شده‌است.